# Hermann Kantorowicz
Hermann Kantorowicz, anche: Hermann U. Kantorowicz, pseudonimo: Gnaeus Flavius, (Poznań, 18 novembre 1877 – Cambridge, 12 febbraio 1940) è stato un giurista tedesco.

## Biografia
Kantorowicz era figlio di Wilhelm e Rosa Kantorowicz (nata Gieldzinska), nella capitale della Posnania nel regno di Prussia. Nel 1884 si trasferì a Berlino con i suoi genitori e fratelli Alfred, Erich e Else. Kantorowicz studiò a Berlino e Ginevra, completando il dottorato presso l'Università di Heidelberg nel 1904 e completando la sua abilitazione nel 1907 presso l'Università di Friburgo in Brisgovia. Lì insegnò inizialmente come docente privato (Privatdozent), dal 1913 come docente fuori-bilancio (nichtetatmäßiger) e dal 1923 come professore associato regolare fino al 1929 (con un'interruzione nel 1927 quando insegnò come visiting professor presso la Columbia University). Fu allora professore ordinario presso l'Università di Kiel come successore di Gustav Radbruch (1929-1933).
Kantorowicz visse la Machtergreifung da parte dei nazionalsocialisti a Firenze. Solo due settimane dopo l'entrata in vigore della legge per il ripristino del servizio civile professionale, il 7 aprile 1933, era già stato messo in pensione temporanea. Il suo licenziamento definitivo ebbe luogo nel settembre 1933. La stessa sorte toccò a suo fratello, il famoso dentista Alfred Kantorowicz, essendo entrambi di etnia ebrea. Georg Dahm subentrò quindi a Hermann Kantorowicz. Questo emigrò negli Stati Uniti d'America, dove insegnò al City College di New York (1933-1934) prima di trasferirsi in Inghilterra. Lì insegnò alla London School of Economics e al All Souls College di Oxford e all'Università di Cambridge (1934-1937). Dal 1937 fino alla sua morte nel 1940 fu vicedirettore della ricerca in diritto (Assistant Director of Research in Law) a Cambridge.
Kantorowicz si sposò il 23 aprile 1904 con Johanna Dorothea Rosenstock, figlia del banchiere berlinese Theodor Rosenstock. Essi ebbero quattro figli, Lorenzo, Otto Paul Theodor, Ludwig Hans e Hildegard Dorothea. Il 26 luglio 1923 si sposò per la seconda volta con Hildegard Anna Maria Kalin, un'insegnante di scuola primaria e secondaria. Con lei ebbe due figli, Thomas Albert e Frank Wilhelm Eduard.
Hermann Kantorowicz si allontanò dalla comunità religiosa ebraica.

## Lavoro scientifico
Kantorowicz è stato uno dei principali rappresentanti della cosiddetta Freirechtsschule, un'influente scuola di pensiero all'interno della giurisprudenza tedesca a cavallo tra il XIX e il XX secolo. L'obiettivo era quello di contrastare il positivismo giuridico nel Reich, che trovava espressione nella cosiddetta Begriffsjurisprudenz (giurisprudenza dei concetti), con una teoria giuridica che potesse rendere giustizia alla crescente distanza tra lo stato-legale e la realtà sociale. L'obiettivo era rafforzare le idee progressiste in un sistema giuridico reazionario attraverso la libera decisione dei giudici, il cui vincolo nei confronti dei testi legali avrebbe dovuto essere ridotto.
Kantorowicz e la Freirechtslehre (dottrina del diritto libero) presumevano che la legge non fosse contenuta solo nelle leggi. Kantorowicz chiama il diritto non contenuto nei libri di legge - ma comunque esistente - diritto libero: «Dal diritto libero, infine, la legge deve essere chiusa su se stessa, le sue lacune devono essere colmate» (Aus freiem Recht endlich muß das Gesetz in sich geschlossen werden, müssen seine Lücken ausgefüllt werden). Il riempimento delle lacune può essere fatto solo da norme giuridiche, perché la decisione di un giudice deve essere legale. Queste norme sono create dal giudice, che non ha solo il compito di conoscere la legge, ma anche quello di creare la legge. Di conseguenza, il giudice deve avere la massima libertà possibile per quanto riguarda le disposizioni della legge. La libera discrezione giudiziaria era il principio fondamentale dell'applicazione della legge.
Chi abbia fondato la dottrina del Freirechtslehre è ancora oggi oggetto di disputa accademica. Tra gli altri, Eugen Ehrlich ha dichiarato di esserne il fondatore e di averne formulato i pensieri fondamentali già nel 1888. Sotto lo pseudonimo di Gnaeus Flavius, Kantorowicz scrisse un pamphlet per la Freirechtslehre, le cui forti formulazioni fanno effettivamente di questo trattato un pamphlet di lotta: «Che questo scritto recluti nuovi combattenti per la lotta di liberazione della giurisprudenza, per l'assalto dell'ultimo bastione della scolastica» (Möge diese Schrift neue Streiter werben für den Befreiungskampf der Rechtswissenschaft, für den Sturm auf die letzte Bastion der Scholastik). A prescindere da qualsiasi dibattito sulla sua giustificazione, questo testo è oggi ampiamente considerato come l'espressione centrale del pensiero della Freirechtslehre.
Da Kantorowicz e dalla Freirechtslehre provenivano forti impulsi che influenzarono non solo le stesse scienze giuridiche, ma anche altri campi e discipline come la sociologia del diritto. Tuttavia, il pensiero della Freirechtslehre deve essere oggi contestualizzato. Questo principalmente a causa del tentativo di classificare la giurisprudenza tra gli studi culturali. Kantorowicz sostenne che «tutto ciò che è deve anche essere» (alles Sollende ist auch ein Seiendes), ecco perché il tentativo di separare la giurisprudenza dal resto delle scienze culturali attraverso la consueta distinzione tra essere e dovere essere fallisce fin dall'inizio in quanto, in questo modo, il diritto si dissolve nel sociale. Questa relativizzazione del diritto è stata vista da molti giuristi e teorici del diritto come una tendenza alla destabilizzazione e alla dissoluzione e non è stata attuata per ragioni dogmatiche giuridiche.

## Il parere degli esperti sulla questione della colpa di guerra
Kantorowicz causò un acceso dibattito quando sono furono resi noti i dettagli del suo rapporto per la commissione parlamentare d'inchiesta sulla questione della Kriegsschuldfrage (colpa per la guerra) della Germania per lo scoppio della prima guerra mondiale. Contrariamente all'opinione prevalente in Germania, concluse nel 1923 che la responsabilità della Germania nello scoppio della guerra era di grande peso. Kantorowicz citò il Weißbuch (libro bianco) ufficiale del 3 agosto 1914, in cui circa il 75% dei documenti ivi presentati, che avrebbero dovuto negare la partecipazione della Germania allo scoppio della prima guerra mondiale, erano dei falsi. Quando Kantorowicz fu proposto per l'elezione a professore ordinario presso l'Università di Kiel poco dopo nel 1927, l'allora ministro degli esteri Gustav Stresemann (DVP) protestò con una lettera al ministro dell'istruzione Carl Heinrich Becker (SPD). Stresemann vedeva la Germania innocente dall'accusa di aver causato la prima guerra mondiale e, dopo aver consultato l'ex diplomatico e politico Johannes Kriege (DVP), tentò di evitare che la visione autocritica di Kantorowicz sulle azioni della Germania, che «andava fino al masochismo», fosse rafforzata dall'assegnazione di una cattedra a pieno titolo a Kiel.
In una lettera di risposta a Stresemann, Becker citò, tra le altre cose, una dichiarazione del politico e giurista Gustav Radbruch secondo cui «il rapporto non conteneva altro che l'opinione dell'intero Partito socialdemocratico». Il governo socialdemocratico della Prussia nominò quindi Kantorowicz alla cattedra di Kiel. Su iniziativa di Stresemann e del direttore della commissione parlamentare d'inchiesta sulla questione della colpa di guerra, Eugen Fischer-Baling, il rapporto rimase inedito. La leggenda dell'innocenza della Germania nello scoppio della prima guerra mondiale e, secondo l'interpretazione di Stresemann, della «frode mondiale» del Trattato di Versailles, poté essere diffusa indisturbata dai gruppi nazionalisti. Solo nel 1967 il giovane storico Imanuel Geiss pubblicò la perizia dimenticata, sostenendo così lo storico Fritz Fischer nella sua disputa con la corporazione degli storici della Repubblica federale di Germania, che negli anni '60 negava che la Germania fosse stata complice alla Kriegsschuldfrage della prima guerra mondiale.

## Scritti (selezione)
Una bibliografia dettagliata può essere trovata in: Karlheinz Muscheler: Relativismus und Freirecht .F. Müller Juristischer Verlag, Heidelberg 1984.
- Aesthetik der Lyrik. Das Georgesche Gedicht (mit H. Goesch), 1902, sotto lo pseudonimo di Kuno Zwymann
- Goblers Karolinen-Kommentar und seine Nachfolger, 1904
- Der Kampf um die Rechtswissenschaft (sotto lo pseudonimo di Gnaeus Flavius), 1906
- Una festa bolognese per l’Epifania del 1289, 1906
- Schriftvergleichung und Urkundenfälschung, 1906
- Cino da Pistoia ed il primo trattato di medicina legale, 1906
- Probleme der Strafrechtsvergleichung, 1907
- Albertus Gandinus und das Strafrecht der Scholastik, Erster Band: Die Praxis, 1907
- Die Freiheit des Richters bei der Strafzumessung, 1908
- Zur Lehre vom richtigen Recht, 1909
- Über die Entstehung der Digestenvulgata, 1910
- Die contra-legem-Fabel, 1910
- Der Strafgesetzentwurf und die Wissenschaft, 1910/11
- Rechtswissenschaft und Soziologie, 1911
- Was ist uns Savigny?, 1912
- Volksgeist und historische Rechtsschule, 1912
- Wider die Todesstrafe, 1912
- Max Conrat (Cohn) und die mediävistische Forschung, 1912
- Ausgabe von Max Conrats Schrift, Römisches Recht im frühesten Mittelalter, 1913
- Zu den Quellen des Schwabenspiegels, 1913
- Die Epochen Der Rechtswissenschaft, 1914
- Der Offiziershass im deutschen Heer, 1919
- Thomas Diplovatatius. De claris juris consultis. Bd. 1 (mit Fritz Schulz), 1919
- Der Umsturz in Pesaro 1516, 1919
- Deutschlands Interesse am Völkerbund, 1920
- Staatsbürgerkunde als Unterrichtsfach, 1920
- Die Zukunft des strafrechtlichen Unterrichts, 1920
- Einführung in die Textkritik, 1921
- Bismarcks Schatten, 1921
- Hinter den Kulissen von Versailles, 1921
- Geschichte des Gandinustextes, 1. Teil, 1921
- Verteidigung des Völkersbundes. 1922
- Der italienische Strafgesetzentwurf und seine Lehre, 1922
- Notiz über Max Weber in Logos XI, 1922
- Das Principium Decretalium des Johannes de Deo, 1922
- Geschichte des Gandinustextes, 2. Teil, 1922
- Der Völkerbund im Jahre 1922
- Der Aufbau der Soziologie, in: Erinnerungsgabe für Max Weber, 1923
- Die Idee des Völkerbundes, 1923
- Should Germany join the League of Nations? In: Foreign Affairs, 1924
- Germany and the League of Nations, lecture to Fabian Society, 1924
- Leben und Schriften des Albertus Gandinus, 1924
- Studien zum altitalienischen Strafprozeß. I. Bologneser Strafprozeßordnung von 1288; II. Der Tractatus de tormentis, 1924
- Fechenbachurteil und Kriegsschuldfrage. Die Friedens-Warte 1925, Seite 142–145. (Un trattato sullo scandalo causato dalla magistratura antidemocratica tedesca quando condannò il giornalista Felix Fechenbach a 11 anni di prigione per presunto tradimento nel 1922). Tra le altre cose, il suo tradimento era consistito nell'affermare che la Germania era in parte responsabile dello scoppio della prima guerra mondiale)
- Studien zur Kriegsschuldfrage, 1925
- Pazifismus und Fascismus, 1925
- Savigny-Briefe, 1925
- Staatsauffassungen. Eine Skizze, 1925
- Il ‘Tractatus criminum’, per il cinquantenario della Rivista Penale, Città di Castello, 1925
- Aus der Vorgeschichte der Freirechtslehre, 1925
- Albertus Gandinus und der Strafrecht der Scholastik, 2. Band, 1926
- Die Irrationalität der englischen Politik, 1926
- Der Landesverrat im deutschen Strafrecht, 1926/27
- Gutachten zur Kriegsschuldfrage 1914. (Commissionato dalla Commissione parlamentare d'inchiesta sulle colpe della prima guerra mondiale, che era stata convocata dall'Assemblea nazionale nel 1919. Il rapporto era pronto per la stampa nel 1927, ma non fu stampato e pubblicato su istigazione del segretario generale della commissione, il membro del Reichstag Eugen Fischer-Baling, e di altri membri nazionalisti del parlamento, perché era inteso a prevenire un accertamento della colpa della Germania nel verificarsi della prima guerra mondiale. Il rapporto cadde nell'oblio e non fu stampato fino al 1967, vedi sotto).
- The New Germanic Constitution in Theory and Practice, 1927
- Damasus, 1927
- Naber zum Brachylogus, 1927
- Ein vergessener Tatbestand: die Kriegshetze, 1927/28
- Die Wahrheit über Sarajevo, 1928
- Legal Science. A summary of its methodology, 1928
- Verfolgungseifer, 1928/29
- Die Sterilisierung von Minderwertigen in den Vereinigten Staaten, 1929
- Grundbegriffe der Literaturgeschichte, 1929
- Kritische Studien zur Quellen- und Literatur- geschichte des röm. Rechts im Mittelalter, 1929
- Accursio e la sua biblioteca, 1929
- Nochmals Sarajevo, 1929
- Der Geist der englischen Politik u. d. Gespenst der Einkreisung Deutschlands, Rowohlt Verlag, Berlin 1929
- Eine Gesamtausgabe des Pillius in Vorbereitung, 1930
- English Politics through German eyes, 1930
- Praestantia Doctorum, Festschrift für Max Poppenheim, 1931
- The Spirit of British Policy and the Myth of the Encirclement of Germany, 1931
- Trauerrede auf Julius Landmann, 1932
- The Concept of the State, 1932
- Die Allegationen im späten Mittelalter, 1932
- Savignys Marburger Methodenlehre, 1933
- De ornatu Mulierum, 1933
- Tat und Schuld, 1933
- Current misunderstandings of Hitlerism, under pseudonym of Cassander, 1933
- Some Rationalism about Realism, 1934
- Baldus de Ubaldis and the subjective theory of guilt, 1934
- Rapport sur les Sources du Droit, 1934
- Dictatorships, with a bibliography by Alexander Elkin, 1935
- A medieval Grammarian on the sources of the law, 1936
- Savigny and the Historical School of Law, 1937
- Les origines françaises des Exceptiones Petri, 1937
- Has Capitalism failed in Law?, 1835–1935, 1938
- De pugna. La letteratura longobardistica sul duello giudiziario, 1938
- Les origines françaises des Exceptiones Petri, 1938
- The poetical sermon of a medieval jurist, 1938
- Studies in the Glossators of the Roman Law: w. W.W.Buckland, 1938
- The Quaestiones disputatae of the Glossators, 1939
- Bractonian Problems, 1941
- An English Theologian’s view of Roman Law, w. Beryl Smalley, edited by Nicolai Rubinstein, 1941
- A Greek Justinian Constitution, quoted in the Dissensiones Dominorum, 1945
- The Definition of Law, mit einer Einführung von Arthur Goodhart, 1958. Il libro è stato tradotto in diverse lingue:
  - (IT) La definizione del diritto, tradotto da Enrico di Robilant, 1962
  - (DE) Der Begriff des Rechts, tradotto da Werner Goldschmidt e Gerd Kastendieck, 1963
  - (ES) La Definícón del Derecho, übersetzt von J.M. de la Vego, 1964
- Gutachten zur Kriegsschuldfrage 1914.  Aus d. Nachlass hrsg. + eingeleitet von Imanuel Geiss. Mit Geleitwort von Gustav W. Heinemann. Europäische Verlagsanstalt,  Frankfurt a. M. 1967
- Diplovatatius. 2. Band, herausgegeben von Giuseppe Rabotti, 1968

Su iniziativa della sua seconda moglie Hilda Kantorowicz (1892–1974), due raccolte di saggi furono pubblicate postume. La maggior parte dei testi in esso contenuti sono inclusi nella lista di sopra.
- Rechtswissenschaft und Soziologie. Ausgewählte Schriften zur Wissenschaftslehre, herausgegeben von Thomas Würtenberger, Verlag C. F. Müller, Karlsruhe, 1962
- Rechtshistorische Schriften. Ausgewählt und herausgegeben von Helmut Coing und Gerhard Immel, Verlag C. F. Müller, Karlsruhe, 1970